# عصوية مقوسة بوتزلرية
عصوية مقوسة بوتزلرية (بالإنجليزية: Arcobacter butzleri)‏ هي نوع من البكتيريا، سلبية الغرام، تتبع العصوية مقوسة.